# Astragalus scleroxylon
Astragalus scleroxylon är en ärtväxtart som beskrevs av Aleksandr Andrejevitj Bunge. Astragalus scleroxylon ingår i släktet vedlar, och familjen ärtväxter. Inga underarter finns listade i Catalogue of Life.